# Whitmoreite
La whitmoreite è un minerale appartenente al gruppo dell'arthurite.